# Octavio Paz
Ottavio Irineo Paz Lozano (Città del Messico, 31 marzo 1914 – Città del Messico, 20 aprile 1998) è stato un poeta, scrittore, saggista e diplomatico messicano, premio Nobel per la letteratura nel 1990.
È considerato uno dei poeti di lingua spagnola più importanti della seconda metà del Novecento, al pari di Juan Ramón Jiménez, Vicente Huidobro, Jorge Luis Borges, César Vallejo e Pablo Neruda.

## Biografia
Paz, una delle figure più importanti della letteratura contemporanea, sia come poeta che come saggista, visse a lungo in Spagna, dove sostenne la lotta dei repubblicani durante la Guerra civile spagnola, e in Francia, dove ebbe modo di avvicinarsi al surrealismo.
Durante la permanenza in Francia lavorò a fianco di André Breton e Benjamin Péret.
Nel 1945 Paz entrò nel servizio diplomatico messicano. In quell'epoca, Paz scrisse Il labirinto della solitudine, un saggio sull'identità messicana. Si sposò con Elena Garro, dalla quale ebbe una figlia. Nel 1962 fu nominato ambasciatore del Messico in India. Lasciò l'incarico nel 1968, dopo il Massacro di Tlatelolco.
Nel 1956 vinse il Premio Xavier Villaurrutia e nel 1981 gli fu conferito il Premio Cervantes.

## Le opere

### Poesia
- Luna silvestre (1933)
- Non passeranno (1936)
- Radici dell'uomo (1937)
- Pietra di sole (1957)
- Libertad bajo palabra (1958)
- Salamandra (1962)
- Versante Est (1969)
- Poesie (1979)
- Vento cardinale e altre poesie (1984)
- Árbol adentro (1987)
- El fuego de cada día (raccolta di poesie)

### Saggistica
- Il labirinto della solitudine (1950)
- El arco y la lira (1956)
- Las peras del olmo (1957)
- Cuadrivio (1965)
- Puertas al campo (1966)
- Corriente alterna (1967)
- Claude Levi-Strauss o el nuevo festín de Esopo (1967)
- Marcel Duchamp o el castillo de la pureza (1968)
- Apparenza nuda (1973)
- Congiunzioni e disgiunzioni (1969)
- Postdata (1969, seguito di "El laberinto de la soledad")
- El signo y el garabato (1973)
- Los hijos de limo (1974)
- El ogro filantrópico (1979)
- In/mediaciones (1979)
- Sor Juana Ines de la Cruz o las trampas de la fe (1982)
- Tiempo nublado (1983)
- Sombras de obras (1983)
- Hombres en su siglo (1984)
- Pequeña crónica de grandes días (1990)
- La otra voz (1990)
- Convergencias (1991)
- Al paso (1992)
- La duplice fiamma. Amore ed erotismo (1993)
- Itinerario (1994)
- Vislumbres de la india (1995)
- In India (1995)

### Traduzioni
- Versiones y diversiones (raccolta di traduzioni poetiche)
- Sendas de Oku di Matsuo Bashō (1957)